# Kiensteineröde
Die Kiensteineröde ist ein 1160 m ü. A. hoher Berg in den Gutensteiner Alpen in Niederösterreich.
Er befindet sich zwischen dem Halbach und dem Wiesenbach, wo er mit dem Wendlgupf (1110 m ü. A., ⊙), dem Schwarzwaldeck (1073 m ü. A.) und anderen Gipfeln ein Plateau bildet, das sich im Süden bis zum Hochstaff (1305 m ü. A.) erstreckt. Sein Gipfel ist von der südlich gelegenen Ebenwaldhöhe leicht erreichbar und bietet gute Fernsicht nach Norden.